# أنطونيو لازكانو
أنطونيو يوزيبيو لازكانو أراوجو رييس (مواليد 1950) هو باحث مكسيكي في علم الأحياء وأستاذ العلوم في جامعة المكسيك الوطنية المستقلة في مكسيكو سيتي. وقد درس أصل وتطور الحياة سابقاً لمدة 35 عاماً.
أكمل لازكانو دراسته الجامعية والدراسات العليا في جامعة المكسيك الوطنية المستقلة حيث ركز على دراسة تطور ما قبل ظهور الحياة. كما كان أستاذاً وعالم زائر في فرنسا، وأسبانيا، وكوبا، وسويسرا، وروسيا، والولايات المتحدة.
وقد كتب العديد من الكتب باللغة الروسية، بما في ذلك كتاب «أصل الحياة» عام 1984م والذي أصبح أكثر الكتب مبيعاً بمبيعات وصلت إلى 600000 نسخة.
وبالإضافة إلى ذلك كان عضواً في العديد من المجالس الاستشارية ومراجعات المنظمات العلمية مثل ناسا، حيث كان عضواً في معهد علم الأحياء الفلكية التابع لوكالة ناسا.
شغل لازكانو منصب رئيس الجمعية الدولية لدراسة منشأ الحياة لفترتين متتاليتين وهو أيضاً أول عالم أمريكي لاتيني يشغل هذا المنصب.
وقد كان شرفاً عظيماً حيث شغل هذا المنصب ألكسندر أوبارين، وستانلي ل.ميلر، وجيه وليام شوب.
وقد كرس لازكانو جهوداً كبيرة لتعزيز الصحافة العلمية والتدريس، كما أنه يعزز دراسة البيولوجيا التطورية وأصول الحياة في جميع أنحاء العالم.

## فهرس الأعمال
- لازكانو أروجو، أنطونيو، أصل نوكلوسيتوبلاسما. تاريخ موجز لفرضية متغيرة، أدرجت في ثورة في التطور، جامعة فالينسيا، 2003.
- لازكانو أروجو،(1988). البكتيريا المذهلة. مجموعة مكتبة الشباب. المكسيك: فوندو دي كولتورا إكونوميكا (مؤسسي الحضارة المجتمعية).[5]
- لازكانو اروجو،(2008). الكسندر الأول أوبارين: شرارة الحياة / شرارة الحياة. 112 ب. المكسيك: باكس المكسيك.[6]
- لازكانو أروجو،(1983. أصل الحياة: التطور الكيميائي والتطور البيولوجي، ريبر. المكسيك.[7][8]